# Blatná na Ostrove
Blatná na Ostrove es un municipio del distrito de Dunajská Streda en la región de Trnava, Eslovaquia, con una población estimada a final del año 2024 de 994 habitantes.
Se encuentra ubicado al sur de la región, cerca de los ríos Danubio y Váh, y de la frontera con Hungría y la región de Bratislava.

## Demografía
| Año        | 1994 | 2004    | 2014    | 2024     |
| ---------- | ---- | ------- | ------- | -------- |
| Población  | 792  | 828     | 854     | 994      |
| Diferencia |      | +4,54 % | +3,14 % | +16,39 % |

| Año        | 2023 | 2024    |
| ---------- | ---- | ------- |
| Población  | 1003 | 994     |
| Diferencia |      | −0,89 % |